# Nyiko Mobbie
Nyiko Mobbie (ur. 11 września 1994 w Shikundu) – południowoafrykański piłkarz, występujący na pozycji obrońcy w południowoafrykańskim klubie Supersport United FC oraz w reprezentacji Południowej Afryki. Uczestnik Pucharu Narodów Afryki 2023.

## Statystyki

### Klubowe
Na podstawie:
| Klub                 | Sezonów | Liga                  | Liga  | Liga   | Puchar krajowy | Puchar krajowy | Kontynentalne | Kontynentalne | Suma  | Suma   |
| Klub                 | Sezonów | Liga                  | Mecze | Bramki | Mecze          | Bramki         | Mecze         | Bramki        | Mecze | Bramki |
| -------------------- | ------- | --------------------- | ----- | ------ | -------------- | -------------- | ------------- | ------------- | ----- | ------ |
| Free State Stars FC  | 4       | Premier Soccer League | 58    | 1      | 10             | 0              | –             | –             | 68    | 1      |
| Mamelodi Sundowns    | 1       | Premier Soccer League | 0     | 0      | 1              | 0              | –             | –             | 1     | 0      |
| Stellenbosch FC      | 1       | Premier Soccer League | 27    | 1      | 2              | 0              | –             | –             | 29    | 1      |
| Chippa United FC     | 1       | Premier Soccer League | 21    | 0      | 5              | 0              | –             | –             | 26    | 0      |
| Sekhukhune United    | 3       | Premier Soccer League | 76    | 1      | 10             | 0              | 4             | 0             | 90    | 1      |
| Supersport United FC | 1       | Premier Soccer League | 4     | 0      | 1              | 0              | –             | –             | 5     | 0      |
|                      | Łącznie | Łącznie               | 186   | 3      | 29             | 0              | 4             | 0             | 219   | 3      |

### Reprezentacyjne
Na podstawie:
| Mecz i gole w reprezentacji podczas Pucharu Narodów Afryki 2023 | Mecz i gole w reprezentacji podczas Pucharu Narodów Afryki 2023 | Mecz i gole w reprezentacji podczas Pucharu Narodów Afryki 2023 | Mecz i gole w reprezentacji podczas Pucharu Narodów Afryki 2023 | Mecz i gole w reprezentacji podczas Pucharu Narodów Afryki 2023 | Mecz i gole w reprezentacji podczas Pucharu Narodów Afryki 2023 | Mecz i gole w reprezentacji podczas Pucharu Narodów Afryki 2023 | Mecz i gole w reprezentacji podczas Pucharu Narodów Afryki 2023 |
| Lp.                                                             | Data                                                            | Miasto                                                          | Przeciwnik                                                      | Wynik                                                           | Gole                                                            | Inne                                                            | Faza rozgrywek                                                  |
| --------------------------------------------------------------- | --------------------------------------------------------------- | --------------------------------------------------------------- | --------------------------------------------------------------- | --------------------------------------------------------------- | --------------------------------------------------------------- | --------------------------------------------------------------- | --------------------------------------------------------------- |
| 1.                                                              | 24.01.2024                                                      | Korhogo                                                         | Tunezja                                                         | 0:0 (0:0)                                                       |                                                                 |                                                                 | Faza grupowa                                                    |
| 2.                                                              | 03.02.2024                                                      | Jamusukro                                                       | Republika Zielonego Przylądka                                   | 0:0 (k. 2:1)                                                    |                                                                 |                                                                 | Ćwierćfinał                                                     |

## Sukcesy
Na podstawie:

### Reprezentacyjne
- III miejsce w Pucharze Narodów Afryki 2023